# Coleraine Castle
Coleraine Castle (irisch Caisleán Chúil Raithin) war eine Burg in der Stadt Coleraine im nordirischen County Londonderry.
Die Burg wurde im 12. Jahrhundert erbaut und stand unter der Kontrolle des schottischen Magnaten Thomas of Galloway. Hugh de Lacy belagerte die Burg zusammen mit dem König von Tir Eoghain, Aed O’Neill und zerstörte sie. Die Burg wurde 1248 für John FitzGeoffrey, den Lord Chief Justice of Ireland, wieder aufgebaut.